# Cretoxyporus extraneus
Cretoxyporus extraneus — викопний вид всеїдних жуків родини жуків-хижаків (Staphylinidae), що існував у ранній крейді (125 млн років тому).

## Рештки
Екзоскелет жука знайдено у відкладеннях формації Їсянь в провінції Ляонін на північному сході Китаю.